# Góry Sewańskie
Góry Sewańskie (t. Szach-dag; azer. Şahdağ silsiləsi, orm. Սեւանի լեռնաշղթա, trl.: Sevani lerrnashght'a, trb.: Sewani lernaszychta) – pasmo górskie w Armenii i Azerbejdżanie, część Małego Kaukazu. Rozciąga się na długości ok. 70 km wzdłuż północno-wschodnich brzegów jeziora Sewan. Najwyższym szczytem jest Böyük Hinaldağ, który wznosi się 3367 m n.p.m. Pasmo zbudowane głównie ze skał wulkanicznych i piaskowców. Zbocza północne porośnięte lasami, południowe pokryte stepami górskimi. W najwyższych partiach występują łąki.